# Atla, Puebla
Atla är en ort i Mexiko.   Den ligger i kommunen Pahuatlán och delstaten Puebla, i den sydöstra delen av landet, 140 km nordost om huvudstaden Mexico City. Atla ligger 1 128 meter över havet och antalet invånare är 2 172.
Terrängen runt Atla är bergig västerut, men österut är den kuperad. Runt Atla är det ganska tätbefolkat, med 80 invånare per kvadratkilometer. Närmaste större samhälle är Huauchinango, 13,4 km sydost om Atla. I omgivningarna runt Atla växer i huvudsak städsegrön lövskog.